# Svinesund
El estrecho de Svine o Svinesund (en noruego: Svinesund; en sueco: Svinesund) es un pequeño estrecho marino del Skagerrak (mar del Norte) que da acceso al fiordo interior de Iddefjord, marcando en ese punto la frontera natural entre Noruega y Suecia. Administrativamente, separando el municipio noruego de Halden (provincia de Viken) del sueco de Strömstad (provincia de Västra Götaland).
Dos puentes, el viejo (1946) y el nuevo puente de Svinesund (2005) cruzan el estrecho en Iddefjord. El lado sueco es extremadamente popular entre los noruegos que acuden a comprar bienes relativamente baratos en Suecia, donde se puede ir a un gran centro comercial que se encuentra inmediatamente después de cruzar el estrecho. A raíz de la construcción del nuevo puente en el año 2005, tanto el puente antiguo como el nuevo cobran peaje.